# Tedisamil
Il  tedisamil è un composto chimico di formula {\displaystyle {\ce {C19H32N2}}}.

## Caratteristiche strutturali a fisiche
Tedisamil è un membro della classe dei diazabiciclononani, caratterizzato dalla struttura (1s,5s)-3,7-diazaspiro[biciclo[3.3.1]nonano-9,1'-ciclopentano], in cui gli atomi di idrogeno nelle posizioni 3 e 7 sono sostituiti da gruppi ciclopropilmetilici. È un composto azapiro, un membro dei ciclopropani e dei ciclopentani.
| N. di atomi pesanti                  | 21              |
| N. di accettori di legami a idrogeno | 2               |
| N. di legami ruotabili               | 4               |
| Massa monoisotopica                  | 288,256549029 u |
| Superficie polare                    | 6,5 Å²          |

## Farmacologia e tossicologia

### Farmacodinamica
Tedisamil è un bloccante dei canali del potassio, in particolare dei canali Ito e IKr, coinvolti nella rapida ripolarizzazione cardiaca. Si ipotizza che si leghi anche al canale del potassio ATP-dipendente (IKatp). È stato sviluppato come agente anti-ischemico e bradicardico, distinguendosi dagli altri farmaci antiaritmici di classe III, come dofetilide e d,l-sotalolo, grazie alla sua capacità di bloccare un insieme complesso di correnti ioniche miocardiche di ripolarizzazione e di rallentare la frequenza cardiaca. Si ipotizza che il tedisamil prevenga il sovraccarico di Ca²⁺ attraverso l'assorbimento di Ca²⁺ mediato dal reticolo sarcoplasmatico dipendente dal cAMP.

### Effetti del composto e usi clinici
Tedisamil prolunga la durata del potenziale d'azione in modo più marcato negli atri rispetto ai ventricoli. Inoltre, possiede importanti proprietà antianginose e anti-ischemiche. Studi sugli esseri umani indicano che la somministrazione endovenosa di tedisamil (0,3 mg/kg) riduce la frequenza cardiaca del 12%. Questo effetto è accompagnato da un prolungamento dell'intervallo QT, senza influenzare la durata del QRS. Il prolungamento del QTc e della durata del potenziale d'azione monofasico ventricolare sinistro diminuisce con l'aumento della stimolazione atriale, suggerendo un effetto di prolungamento inversamente dipendente dall'uso sulla ripolarizzazione e refrattarietà ventricolare sinistra.
Gli effetti emodinamici indicano che il farmaco non compromette la funzione ventricolare sinistra né la contrattilità. Riduce la frequenza cardiaca media, ma senza alterare la funzione di pompa ventricolare o la contrattilità. Nei modelli animali, le pressioni di riempimento ventricolare sinistro e il dp/dt rimangono invariati nonostante la riduzione della frequenza cardiaca. Inoltre, la frazione di eiezione ventricolare sinistra (LVEF), il volume sistolico e l'efficacia ventricolare sinistra diminuiscono solo minimamente (3%-13%). Il volume ventricolare sinistro aumenta, con un incremento del volume telediastolico del 6% e del volume sistolico del 23%. Il tedisamil ha dimostrato un effetto di dipendenza inversa dall'uso.
Il composto si è inoltre dimostrato efficaci nel normalizzare l'elevazione del segmento ST in pazienti affetti dalla sindrome di Brugada.
In generale, tedisamil è un farmaco sperimentale per il trattamento della fibrillazione atriale e del flutter atriale. Attualmente è in fase di sviluppo da parte di Solvay ed è sottoposto a revisione normativa da parte della Food and Drug Administration (FDA). È un farmaco a piccole molecole che ha raggiunto la fase III nei trial clinici per il trattamento dell'aritmia, della fibrillazione atriale e dell'angina.